# 克罗奈
克罗奈（法語：Cronay）是瑞士联邦西部法语区的沃州下设的一个镇。在行政上属于沃州北汝拉区管辖。克罗奈的总面积为6.59平方公里。截至2010年底，总人口为309。